# 维莱拉孔布
维莱拉孔布（法語：Villers-la-Combe，法語發音：[vilɛʁ la kɔ̃b]）是法国杜省的一个市镇，属于蓬塔利耶区。

## 地理
维莱拉孔布（47°14'7"N, 6°27'23"E）面积5.88 平方千米，位于法国勃艮第-弗朗什-孔泰大區杜省，该省份为法国东部内陆省份，北起上索恩省，西接汝拉省，东部及东南部与瑞士接壤，东北部与贝尔福地区省接壤。
与维莱拉孔布接壤的市镇（或旧市镇、城区）包括：韦勒罗莱韦尔塞勒、热尔梅方丹、朗德雷斯、维莱谢夫。

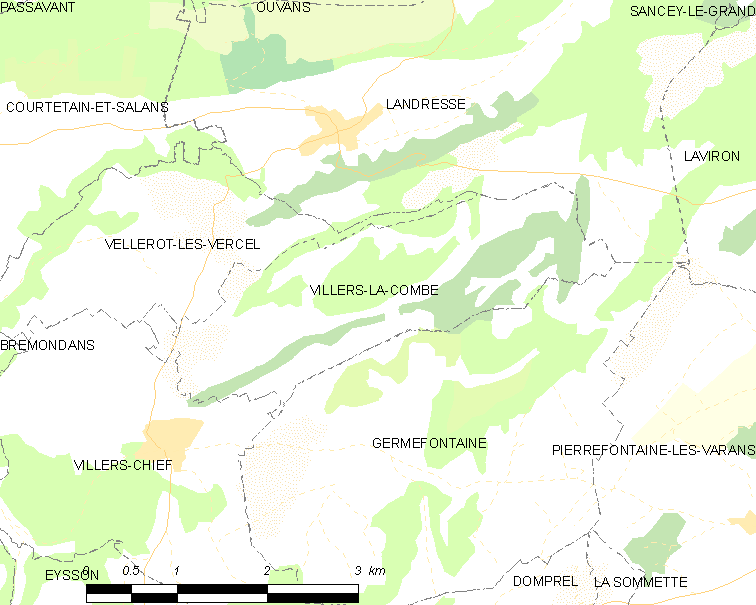
维莱拉孔布的OSM定位图

维莱拉孔布的时区为UTC+01:00、UTC+02:00（夏令时）。

## 行政
维莱拉孔布的邮政编码为25510，INSEE市镇编码为25625。

## 政治
维莱拉孔布所属的省级选区为瓦尔达翁县。

## 人口

1962-2008年间维莱拉孔布人口变化图示

维莱拉孔布于2022年1月1日时的人口数量为49人。